# Borove, Sokal
Borove (în ucraineană Борове) este un sat în orașul raional Velîki Mostî din raionul Sokal, regiunea Liov, Ucraina.

## Demografie
Componența lingvistică a localității Borove
     Ucraineană (99,57%)
     Alte limbi (0,44%)
Conform recensământului din 2001, majoritatea populației localității Borove era vorbitoare de ucraineană (99,57%), existând în minoritate și vorbitori de alte limbi.